# Rechtskonservatismus
Rechtskonservatismus bezeichnet eine Ausrichtung des Konservatismus, die im politischen Spektrum rechts von der Mitte, insbesondere rechts der Christdemokratie angesiedelt ist. Nicht zum Rechtskonservatismus gerechnet werden gemeinhin die radikale und extreme Rechte, die im Gegensatz zu diesem den Verfassungsrahmen und die Demokratie teilweise oder vollständig ablehnen.
Nationalkonservatismus wird heute teilweise synonym verwandt, teilweise aber auch als Teilbereich des Rechtskonservatismus unter Betonung „nationaler Belange“ (nicht in völkischer Hinsicht) verstanden.

## Politikwissenschaftliche Verwendung
Der Rechtskonservatismus fand ab den 1980er Jahren, parallel zur Etablierung der Partei Die Republikaner Eingang in den politischen Sprachgebrauch der Bundesrepublik. Ziel der damaligen Parteigründung war die Etablierung „einer rechtskonservativen Alternative“ zu den Unionsparteien. Laut Holger Czitrich waren die Republikaner anfangs Ausdruck einer „zunehmend eigenständigen organisatorischen Profilierung des Rechtskonservatismus“.
In der Politikwissenschaft wird der Begriff für Positionen rechts im konservativen Spektrum verwendet, die sich weder dem Rechtsradikalismus noch dem Rechtsextremismus zuordnen lassen. Die Einschätzung und Verwendung des Begriffs ist jedoch starker Fluktuation unterworfen. Als Merkmal rechtskonservativer Parteien gilt beispielsweise nach jüngerer Standardliteratur, dass „sie über keinerlei Affinitäten zum völkischen Nationalismus verfügen und sich weder gegen die Grundprinzipien der Demokratie noch gegen die bestehende Verfassungsordnung richten.“
Daneben werden Modernisierungsskepsis und ein Vorrang der Gemeinschaft gegenüber dem Individuum als charakteristisch betrachtet. Der Übergang zur Neuen Rechten ist fließend.

## Geschichtswissenschaftliche Verwendung
Im historischen Kontext werden auch Parteien wie die Deutschkonservative Partei des Kaiserreichs oder die DNVP und die Bayerische Mittelpartei in der Weimarer Republik als rechtskonservativ bezeichnet. Diese zeittypischen politischen Ausprägungen schließen auch völkische und antisemitische Positionen in den Begriff mit ein. Gleiches gilt für die Konservative Revolution mit ihrem demokratiefeindlichen Weltbild.
Im Zusammenhang mit Akteuren der Neuen Rechten, die sich in der Tradition dieser Konservativen Revolution sehen, berichten Heiko Kauffmann, Helmut Kellershohn und Jobst Paul von einer diffusen Bezeichnungspraxis: „Einer der Gründe dafür liegt zweifellos im betont nebulösen, strategischen Umgang mit Begriffen, den völkisch-rechtskonservativ denkende Akteure an den Tag legen. Dass sie damit die wissenschaftliche Arena oft kokett und demonstrativ unterlaufen, erweist sich allerdings nur als Nebenprodukt einer umfassenderen populistischen Vision: Mit dem rechtslastigen Spiel mit mäandernden Begriffen kann das Terrain der gesellschaftlichen Mitte aufgebrochen werden.“

## Selbstbezeichnung
Bekenntnisse zum Rechtskonservatismus finden sich fast durchgehend bei Autoren und Organisationen der  Neuen Rechten, um sich gegen Rechtsradikalismus und Rechtsextremismus abzugrenzen. Das traf auch auf die 1992 bis 2006 vom Verfassungsschutz beobachtete Partei Die Republikaner zu, die zur Landtagswahl in Baden-Württemberg 2001 mit dem Slogan Die Republikaner – rechtskonservativ, demokratisch und verfassungstreu warben. Auch die Junge Freiheit bezeichnet sich als rechtskonservativ.